# Cecilia Rovaretti
Cecilia Adriana Rovaretti (Córdoba, Argentina, 29 de junio de 1957) es una periodista y locutora argentina, radicada en Chile desde 1992. Actualmente, trabaja en Radio Cooperativa y es conductora de los programas El Primer Café y Una Nueva Mañana. Tras la muerte de su esposo Ricarte Soto, Rovaretti continuó su lucha a favor de un "Fondo Nacional de Medicamentos de Alto Costo", idea que terminó en la promulgación de la Ley Ricarte Soto en 2015.

## Biografía
Rovaretti siempre estuvo interesada en el periodismo, sin embargo, a los 20 años viajó a Francia, para estudiar actuación y luego literatura en La Sorbona. Posteriormente, estudió periodismo en la Escuela de Estudios Superiores en Ciencias Sociales.
Sus inicios dentro del periodismo los hizo en Francia, en Radio Francia Internacional (RFI), donde conoció al periodista chileno Ricarte Soto, con quien estableció una relación. En marzo de 1991, la pareja se radicó en Santiago, y dos años después (julio de 1993), Rovaretti se integró a Radio Cooperativa en donde trabajó hasta julio del 2005, donde deja la estación por decisión personal.
En marzo de 2007, tras su paso como editora de Actualidad de la revista Caras, Rovaretti regresa a Radio Cooperativa para asumir la conducción de Una Nueva Mañana, en reemplazo de Entre Nueve y Una, espacio conducido -en ese entonces- por Felipe Castro y Carolina Jiménez.
En 2015, Rovaretti junto a Jean Beausejour, Roberto Fantuzzi, Juanita Parra y otras personalidades, formó parte del Consejo de Observadores para una Nueva Constitución para Chile, sin embargo, al año siguiente renuncia al cargo argumentando problemas de salud.
Actualmente, la periodista es uno de los rostros de Radio Cooperativa y se ha consolidado en la estación con la conducción de El Primer Café y Una Nueva Mañana, programas en los cuales realiza entrevistas a diversas personalidades públicas, además de comentar temas de contingencia y actualidad.

## "Marcha de los Enfermos"
En 2010, a Ricarte Soto, esposo de Cecilia Rovaretti se le detectó un cáncer de pulmón, dando inicio a una serie de tratamientos para luchar contra la enfermedad. Con esto, el comunicador inicia un movimiento social denominado "Marcha de los enfermos", el cual exige que el Estado financie parte o la totalidad de los tratamientos de enfermedades complejas y/o raras.
En 2013, el comunicador realiza una primera marcha, logrando gran convocatoria y rápida respuesta por parte del aquel entonces Ministro de Salud, Jaime Mañalich, quien anunció la creación de un Fondo Nacional de Medicamentos, iniciativa que sería renombrada como "Ley Ricarte Soto" en honor al comunicador.
Tras la muerte de Ricarte Soto en septiembre de 2013, Cecilia Rovaretti continuó la lucha de su esposo un año después, convirtiéndose en la organizadora y representante del movimiento.
El 12 de abril de 2014, en una segunda "Marcha de los enfermos", más de 10 mil personas marcharon por la avenida José María Caro, esta vez, sin la participación de Ricarte Soto y con Cecilia Rovaretti comandando la movilización. Sin embargo, fue recién el 1 de junio de 2015 cuando en una ceremonia llevada a cabo en el Palacio de La Moneda, la presidenta Michelle Bachelet promulgó la "Ley Ricarte Soto", como así también dedicó palabras de agradecimiento a Cecilia Rovaretti, viuda de Ricarte Soto y continuadora del movimiento.

## Premios
Rovaretti ha recibido diversos galardones por su trabajo periodístico. En 2012, Terra otorgó el premio Mujer Influyente a la periodista, debido a su influencia en la opinión pública como locutora de Radio Cooperativa. Al año siguiente, la Asociación de Radiodifusores de Chile (Archi) premió a Rovaretti como Figura Radial del año, a la vez que El Club de la Prensa la condecoró con el premio Alberto Hurtado Cruchaga.
En 2014, Rovaretti recibe el Premio de la Asociación de Periodistas de Espectáculos (APES) por su rol en el programa "El primer café", mientras que en 2016, recibió el Premio Elena Caffarena en la categoría Medios Masivos de Comunicación, galardón que se le otorga a las mujeres más destacadas en diversos ámbitos.